# Ren Hanami
Pour les articles homonymes, voir Hanami.
Ren Hanami, née le 3 janvier 1962 à Inglewood, en Californie (États-Unis), est une actrice, scénariste et chanteuse américaine. Elle est active au théâtre, au cinéma et en doublage,, et a également réalisé trois courts métrages.

## Biographie
Ren Hanami est une guest star récurrente dans Camp Kikiwaka de Disney et est apparue dans des émissions de télévision telles que Star Trek: Picard, Silicon Valley, This Is Us, Esprits criminels et GLOW. Son premier rôle dans un long métrage était dans Air Force One. Elle est également apparue dans la mini-série La Tempête du siècle dans le rôle de la météorologue Dawn Maleuga d'Honolulu, à Hawaï. Elle est présidente nationale du Comité des médias américains d'Asie-Pacifique SAG-AFTRA et a été intronisée au Temple de la renommée asiatique en 2021.
Ren Hanami est née sous le nom de Linda Maureen Hanna à Inglewood, en Californie, d'Alice Akimi Nakano d'origine japonaise de Kekaha, Kauai, Hawaï et d'un scientifique spécialisé dans les fusées, James Arthur Hanna, qui a travaillé sur Navstar GPS, le premier satellite GPS. Hanna était d'origine écossaise originaire de Foxboro, dans le Massachusetts. Les Hanna descendent du clan Hannay, dans le sud-ouest de l'Écosse, avec un château du XVe siècle appelé Sorbie Tower.

## Filmographie partielle

### Séries télévisées
- 1987 : The Bronx Zoo : Test Supervisor
- 1988 : Génération Pub : Nurse
- 1989 : L'Enfer du devoir : Whore #1 / Whore #2
- 1989 : Valérie : Floor Manager
- 1989-2006 : Les Feux de l'amour : Bank Teller / Flight Attendant #1 / Ms. Lee
- 1990 : On the Television
- 1990 : Côte Ouest : Receptionist
- 1996 : Profiler : Newscaster
- 2005 : Hôpital central : Dean Ryan / Kim Chan
- 2006 : Urgences : NICU Nurse
- 2008 : Grey's Anatomy : Ms. Chen
- 2008- : AAA Hawai'i : Host
- 2009 : FBI : Portés disparus : Neighbor
- 2009 : The Storm : Dawn Maleuga
- 2011 : Southland : Nurse
- 2011 : Private Practice : Concierge
- 2015-2016 : Silicon Valley : Lynn
- 2016 : Pretty Little Liars : Judge
- 2017 : Angie Tribeca : Flag
- 2017 : Les Thunderman : Hula instructor
- 2017 : Esprits criminels : Dr Marion Rillo
- 2017 : Major Crimes : Sister Antoinette
- 2017-2018 : Here and Now : Moderator Lin
- 2017-2018 : S.W.A.T. : Dr Sari Fields
- 2018 : Papa a un plan : Principal Hopwood
- 2018 : GLOW : Joan Hannaford-Hobbs
- 2018 : Shameless : Judge Manija Abbassi
- 2019 : Santa Clarita Diet : Claire Randolph
- 2019 : 13 Reasons Why : Social worker
- 2020 : Cherish the Day : Mean nun
- 2021 : This Is Us : Dr Salzman
- 2022 : Star Trek: Picard : Director Lee
- 2022 : Animal Kingdom
- 2022 : Super Giant Robot Brothers : Magita Rose
- 2022 : Cyberpunk: Edgerunners : Wakako Okada
- 2023 : Camp Kikiwaka : Mavis
- 2023 : Makanai : Dans la cuisine des maiko de Hirokazu Kore-eda : Sensei Kimie Sakurai
- 2025 : The Bondsman : Aiko

### Films et téléfilms

#### Téléfilms
- 1989 : Love with a Twist : Mai
- 1990 : The Bakery : présentatrice de journal télévisé
- 1992 : Something to Live for: The Alison Gertz Story (en) : infirmière plus jeune
- 1994 : One Woman's Courage : présentateur de nouvelles
- 1994 : Cagney et Lacey : Les Retrouvailles : Margie
- 1997 : Air Force One : journaliste #4
- 1998 : Permanent Midnight : animateur TV

#### Autre
- 2010 : Silent Shame : Soi (voix)
- 2017 : Bitch : avocat en droit de la famille
- 2017 : Like Last Night : Frankee (court-métrage)
- 2018 : Dieu n'est pas mort : Une lumière dans les ténèbres (God's Not Dead: A Light in Darkness) : Gloria Pascual
- 2021 : Raya et le Dernier Dragon  : voix supplémentaires
- 2022 : Unseen (en) : maman
- 2024 : La Nuit d'Orion (Orion and the Dark) : Sally adulte

## Autres travaux

### Productions scéniques
- Das Land des Lächelns - Avocat de l'ONG, Achara Montri - Edinburgh Fringe Festival
- South Pacific - avec Reba McEntire et Brian Stokes Mitchell - The Hollywood Bowl

## Prix et nominations
| Année | Prix                                                                      | Titre                                     | Résultat   |
| ----- | ------------------------------------------------------------------------- | ----------------------------------------- | ---------- |
| 2013  | Meilleure actrice dans un second rôle dans un drame audio créé par un fan | The Katniss Chronicles                    | Nomination |
| 2018  | Meilleure actrice dans un second rôle dans un court métrage               | Like Last Night                           | Lauréat    |
| 2018  | Meilleur scénario de court métrage                                        | Like Last Night                           | Lauréat    |
| 2018  | Meilleur court métrage familial                                           | Kimi Hanna: Fashionista Ninja "Lesson 23" | Lauréat    |

- 2021 : Ren Hanami est intronisée au Temple de la renommée asiatique « pour sa carrière pionnière dans l'industrie du divertissement et son plaidoyer en faveur des Américains d'origine asiatique et insulaire du Pacifique grâce à son travail en tant que présidente du Comité des médias de l'Asie-Pacifique SAG-AFTRA »[4],[5],[6].

## Récompenses et distinctions
- (en) Ren Hanami: Awards, sur l'Internet Movie Database